# Île Pohnpei
Pour les articles homonymes, voir Pohnpei.
L'île Pohnpei, autrefois Ponape, est une île d'Océanie, située dans les îles Carolines et faisant partie des États fédérés de Micronésie. Elle est l'île principale de l'État de Pohnpei, l'un des quatre États des États fédérés de Micronésie, et abrite Kolonia, la capitale de l'État, ainsi que Palikir, la capitale fédérale de ce pays.

## Géographie

### Topographie
Avec 372 km2 de superficie et 49 300 habitants, l'île Pohnpei est une des principales îles qui constituent les États fédérés de Micronésie. La capitale fédérale, Palikir, y est située de même que la plus grande ville, capitale de l'État de Pohnpei et ancienne capitale fédérale, Kolonia, située à une dizaine de kilomètres de la nouvelle.

### Démographie
La population de l'île Pohnpei a été décimée par une série d'épidémies de variole et d'autres maladies apportées par les Européens au début des années 1840. Une autre épidémie de variole a sévi en 1854 tuant 2000 à 3000 personnes en environ six mois. Des épidémies de grippe sont également enregistrées en 1856, 1874 et 1879, et de rougeole en 1861 en 1884. La population recommence à augmenter à la fin du XIXe siècle. Le mouvement est particulièrement rapide durant les décennies 1970 et 1980 puis diminue de rythme.
| 1840          | 1844         | 1877         | 1880         | 1891         | 1900         | 1904         | 1914         | 1920  | 1925  | 1930  |
| ------------- | ------------ | ------------ | ------------ | ------------ | ------------ | ------------ | ------------ | ----- | ----- | ----- |
| 15 000 (est.) | 7 500 (est.) | 5 000 (est.) | 2 000 (est.) | 1 705 (est.) | 3 165 (est.) | 3 279 (est.) | 4 401 (est.) | 4 169 | 4 954 | 5 320 |

| 1935  | 1958  | 1967   | 1970   | 1973   | 1980   | 1985   | 1994   | 2000   | 2010   | - |
| ----- | ----- | ------ | ------ | ------ | ------ | ------ | ------ | ------ | ------ | - |
| 5 758 | 9 339 | 12 884 | 13 135 | 17 259 | 20 035 | 26 198 | 31 540 | 32 395 | 34 574 | - |

## Histoire
Siège de plusieurs dynasties locales, dont la plus connue est celle des Saudeleur (XVIe siècle) qui bâtit la ville de Nan Madol (à l'est de Tamworohi), l'île de Pohnpei fut d'abord assujettie par les Espagnols (XVIIe siècle), puis, à la fin du XIXe siècle, colonisée par les Allemands. En 1914, les soldats allemands de Micronésie sont attaqués par les Japonais qui s'emparent de la région. Le nouveau gouvernement d'occupation s'installe dans la capitale de l'île.
À la fin de la Première Guerre mondiale elle fut placée sous mandat japonais par la Société des Nations (le Japon « oublia » de la rendre lorsqu'il quitta la SDN en 1933). Durant la Seconde Guerre mondiale, les installations militaires nippones furent bombardées par les Américains lors de leur reconquête de l'océan Pacifique. En 1945, le Japon dut renoncer à toutes ses colonies et l'île passa sous le protectorat des États-Unis, avec une dose d'autonomie interne qu'elle garda au sein des États fédérés de Micronésie, indépendants en décembre 1990.

## Langue
Les habitants de l'île de Pohnpei parlent une langue micronésienne locale, le pohnpei ou ponapéen, une des trois langues de la sous-famille ponapique dans la famille ponapique-trukique.

## Culture populaire
L'île joue un rôle central dans le mythe de Cthulhu car distante de seulement un jour de la cité engloutie fictive de R'lyeh où dort le Grand Ancien Cthulhu. Plusieurs nouvelles de H. P. Lovecraft et d'August Derleth y font référence. Les ruines de Nan Madol y sont considérées comme « les plus anciennes au monde, construites selon une technique encore inconnue à ce jour, sans rapport avec les connaissances et techniques des peuplements qui ont ultérieurement repeuplé l’île abandonnée ». Dans Le Gouffre de la Lune d'Abraham Merritt, l'île est appelée Nan-Tauach. De manière générale, Nan Madol est souvent associée avec le mythe du continent perdu de Mu.

## Achromatopsie
La population de Pohnpei est touchée par une prévalence à l'achromatopsie ou monochromatisme supérieure à la moyenne mondiale, près d'un douzième de la population de l'île étant affectée par ce type de dyschromatopsie, le type de dyschromatpsie le plus connu étant le daltonisme. Cette maladie touchant normalement une personne sur 40 000 au niveau mondial provoque une vision en nuances de gris où les couleurs sont totalement absentes.

## Croyances religieuses locales
Les traditions de Pohnpei évoquent des origines mythiques marquées par des récits de géants. Les premiers habitants seraient arrivés sur des pirogues, fuyant une famine. À leur débarquement à Métaloline, ils auraient rencontré un géant creusant un passage pour diviser l’île, tandis que deux enfants géants construisaient le pic Tacayou. Une bataille entre ces êtres mythiques aurait abouti à la mort du géant et à la disparition des enfants, laissant l’île aux nouveaux arrivants.
Ces géants, bien que disparus, restent associés à des pratiques religieuses. On suppose que l'âme du géant, appelée Echipao, se réincarne dans certains individus, qui lui adressent des prières. Les habitants de Pohnpei suivent des religions spécifiques, souvent liées à des créatures comme des anguilles (douces ou marines), des tortues ou des poissons. Ils vénèrent également une entité suprême comme le tonnerre Manechapoa, perçu comme le régulateur du climat et des récoltes. Les prêtres du tonnerre, les Ani, jouissent d’un grand respect, capables de contrôler le temps et de prévenir les famines en échange d’offrandes.
Les croyances locales incluent une forme de métempsycose, où les âmes des défunts peuvent posséder les vivants. Les Ani, souvent des prêtres guérisseurs ou médiums, prétendent absorber ces âmes à travers des rituels impliquant le kava, une boisson sacrée. Les divinités et esprits sont honorés lors de cérémonies dans des lieux tapu appelés Watja-Geraway, mêlant rites religieux et festins.
Pohnpei est également marquée par de nombreux tabous et présages : certaines créatures comme les chouettes sont vues comme des augures de mort, tandis que les météores signaleraient une famine à venir. Les rêves et visions jouent un rôle crucial, influençant la vie quotidienne. Cependant, les habitants ne prêtent pas attention aux phénomènes célestes comme les éclipses ou les comètes.